# NGC 433
NGC 433 је расејано звездано јато у сазвежђу Касиопеја које се налази на NGC листи објеката дубоког неба.
Деклинација објекта је + 60° 7' 33" а ректасцензија 1h 15m 9,2s. Привидна величина (магнитуда) објекта NGC 433 износи 13,0. NGC 433 је још познат и под ознакама OCL 319.